# Micrathena sexspinosa
Micrathena sexspinosa là một loài nhện trong họ Araneidae.
Loài này thuộc chi Micrathena. Micrathena sexspinosa được Carl Wilhelm Hahn miêu tả năm 1822.

## Hình ảnh

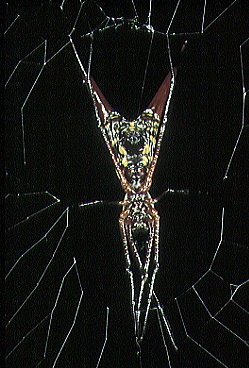